# Flandes
Flandes è un comune della Colombia facente parte del dipartimento di Tolima.
L'abitato venne fondato da un gruppo di coloni attorno al 1875, mentre l'istituzione del comune è del 1954.